# Ewout Frankema
 (avril 2024).
Ewout Frankema, né en 1974, est un économiste et historien néerlandais enseignant à l'université de Wageningue aux Pays-Bas. Ses objets d'étude sont l'évolution comparative du développement de pays en développement sur le long terme, et les origines des inégalités dans le monde contemporain,.